# Henry Hugh Tudor
Henry Hugh Tudor KCB, CMG (1871 – 1965) foi um militar do Exército Britânico, que serviu na Segunda Guerra dos Bôeres (1899–1902) e na Primeira Guerra Mundial (1914–18), mas ganhou notoriedade com sua participação na Guerra da Independência da Irlanda.